# Betriebsveräußerung
Als Betriebsveräußerung nach § 16 EStG bezeichnet man im Steuerrecht Deutschlands jede entgeltliche Veräußerung des zivilrechtlichen oder (zumindest) wirtschaftlichen Eigentums an einem Betrieb oder Teilbetrieb auf ein anderes (Steuer-)Rechtssubjekt. Wird ein ganzer Gewerbebetrieb oder ein Teilbetrieb veräußert, so gehören die Gewinne, die dabei erzielt werden, zu den Einkünften aus Gewerbebetrieb nach § 15 EStG. (§ 16 Abs. 1 EStG). Durch die Betriebsveräußerung werden die bisher unversteuert gebliebenen stillen Reserven (nicht realisierte Gewinne) aufgedeckt.

## Begriffsbestimmung
Eine Betriebsveräußerung nach § 16 Abs. 1 EStG liegt vor, wenn ein Gewerbetreibender:
- Alle wesentlichen Betriebsgrundlagen seines Unternehmens
- in einem einheitlichen Vorgang
- entgeltlich
- an einen Erwerber veräußert mit der Folge,
- dass dieser die betriebliche Sachgesamtheit (unverändert) fortführt
- und der bisherige Betriebsinhaber die gewerbliche Tätigkeit in seinem bisher geführten Betrieb einstellt.

Keine Betriebsveräußerung liegt in folgenden Fällen vor:
- Schenkung,
- Übergang des Betriebs aufgrund Erbfall,
- Übertragung des Betriebs in Erfüllung von Vermächtnissen,
- der Unternehmer hält wesentliche Betriebsgrundlagen bei einer Veräußerung seines übrigen Betriebs oder Teilbetriebs zurück und nutzt diese für eine andere betriebliche Tätigkeit.

Werden die zum Betrieb gehörenden wesentlichen Wirtschaftsgüter an verschiedene Erwerber veräußert oder teilweise ins Privatvermögen überführt, spricht man von einer Betriebsaufgabe. Die steuerrechtlichen Folgen sind identisch.

## Ermittlung des Veräußerungsgewinns (§16 Abs.2 EStG)
Der Veräußerungsgewinn wird wie folgt ermittelt:
```
   Veräußerungspreis
   + 
gemeine Werte
 der in das 
Privatvermögen
 übernommenen Wirtschaftsgüter
   - Veräußerungskosten
   - 
Buchwerte
 des 
Betriebsvermögens

   = Veräußerungsgewinn
```

### Freibetrag nach §16 Abs.4 EStG
Der Freibetrag nach § 16 Abs. 4 EStG beträgt 45.000.- Euro und wird unmittelbar vom Veräußerungsgewinn abgezogen.
Die folgenden Voraussetzungen müssen vorliegen:
- Der Steuerpflichtige hat das 55. Lebensjahr vollendet bzw. ist dauernd berufsunfähig
- Der Freibetrag darf nur einmal im Leben in Anspruch genommen werden
- Der Freibetrag ist nur auf Antrag zu gewähren
- Die Regelungen gelten auch bei der Veräußerung eines Teilbetriebs und Mitunternehmeranteils

### Kürzen des Freibetrags bei Überschreiten des Grenzbetrags
Der Freibetrag wird in voller Höhe gewährt, sofern der Veräußerungsgewinn 136.000.- Euro nicht übersteigt. Der Freibetrag wird ermäßigt um den Betrag, um den der Veräußerungsgewinn 136.000.- Euro übersteigt. Das heißt, der Freibetrag entfällt ganz, wenn der Veräußerungsgewinn mehr als 181.000.- Euro beträgt.
Beispiel:

Veräußerungsgewinn							140.000.-

Freibetrag						45.000.-

/. Kürzung

Veräußerungsgewinn	140.000.-

/. Grenzbetrag		136.000.-

Kürzungsbetrag		   4.000.-

Verbleibender Freibetrag			         41.000.- (45.000./. 4.000) 

Steuerpflichtiger Veräußerungsgewinn					 99.000.- (140.000./.41.000)

## Steuerbegünstigung nach §34 Abs.2 EStG
Einkünfte nach § 16 Abs. 1 EStG stellen grundsätzlich außerordentliche Einkünfte nach § 34 Abs. 2 EStG dar. Für außerordentliche Einkünfte kann entweder die Fünftelregelung oder der ermäßigte Steuersatz angewendet werden.

### Fünftelregelung §34 Abs.1 EStG
Zur Anwendung der Fünftelregelung stellt der Steuerpflichtige einen Antrag auf Anwendung des § 34 Abs. 1 EStG, der für alle im Veranlagungszeitraum erzielten außerordentlichen Einkünfte nur einheitlich gestellt werden kann.

Zur Berechnung sind 4 Schritte erforderlich:
1. Berechnung der tariflichen Einkommensteuer auf das zu versteuernde Einkommen
2. Berechnung der tariflichen Einkommensteuer auf das zu versteuernde Einkommen zuzüglich 1/5 der außerordentlichen Einkünfte
3. Verfünffachung des Unterschiedsbetrags zwischen 1. Und 2.
4. Addition des Betrags aus 3. zu dem Betrag aus 1.

Beispiel:

Der ledige P veräußert zum 30. Juni 2014 sein Einzelunternehmen mit einem Veräußerungsgewinn (nach Freibetrag i. S. v. § 16 Abs. 4 EStG) i. H. v. 160.000.- Euro. Seine übrigen Einkünfte im Jahr 2014 betragen 40.000.- Euro. 

Die Einkommensteuer ermittelt sich wie folgt:
1. Berechnung der tariflichen Einkommensteuer auf das „verbleibende zu versteuernde Einkommen“ (40.000.- Euro, Tarif 2014): 8.940.- Euro
2. Berechnung der tariflichen ESt auf das „verbleibende zvE“ zzgl. 1/5 der außerordentlichen Einkünfte (72.000.- Euro, Tarif 2014): 22.001.- Euro
3. Fünffache Differenz zwischen 1. und 2.	65.305.- Euro
4. Gesamte tarifliche ESt 74.245.- Euro

Ohne die Begünstigung nach § 34 Abs. 1 EStG hätte sich bei einem zvE von 200.000.- Euro eine tarifliche Einkommensteuer i. H. v. 75.761.- Euro (Tarif 2014) ergeben. Der Progressionsvorteil beträgt somit 1516.- Euro

### Ermäßigter Steuersatz §34 Abs.3 EStG
Der ermäßigte Steuersatz gilt nur für Veräußerungsgewinne nach § 34 Abs. 2 Nr. 1 EStG bis zu einem Betrag von 5 Millionen Euro.
Die folgenden Voraussetzungen müssen erfüllt sein:
- Der Steuerpflichtige muss einen Antrag auf Anwendung des ermäßigten Steuersatzes stellen
- Der Steuerpflichtige hat zum Zeitpunkt der Veräußerung das 55. Lebensjahr vollendet oder ist dauernd berufsunfähig
- Die Begünstigung wurde bisher noch nie gewährt

Zur Berechnung sind 4 Schritte erforderlich:
1. Berechnung der durchschnittlichen tariflichen Einkommensteuer auf das gesamte zu versteuernde Einkommen
2. Ermittlung des 56%-Satzes auf diese durchschnittliche tarifliche ESt (mindestens aber 14 % = Eingangssteuersatz)
3. Anwendung des 56%-Satzes aus 2. auf die außerordentlichen Einkünfte.
4. Addition der ESt aus 3. zu der regulären ESt der regulären Einkünfte

Beispiel:

Der ledige P veräußert zum 30. Juni 2014 sein Einzelunternehmen mit einem Veräußerungsgewinn (nach Freibetrag i. S. v. § 16 Abs. 4 EStG) i. H. v. 160.000.- Euro. Seine übrigen Einkünfte im Jahr 2014 betragen 40.000.- Euro. 

Die Einkommensteuer ermittelt sich wie folgt:
1. Berechnung der durchschnittlichen tariflichen ESt auf das gesamte zvE (75.761.- Euro / 200.000.- Euro, Tarif 2014): 	37,8805 %
2. Hiervon 56 % („ermäßigter Steuersatz“) 		21,21308 %
3. Anwendung des ermäßigten Steuersatzes auf die außerordentlichen Einkünfte (160.000.- Euro) 						33.940 Euro
4. Gesamte tarifliche ESt (ESt aus 3. und ESt reguläre Einkünfte

40.000. x 37,8805%=15.152 Euro) 			49.092 Euro
Ohne die Begünstigung nach § 34 Abs. 3 EStG hätte sich bei einem zvE von 200.000.- Euro eine tarifliche Einkommensteuer i. H. v. 75.761.- Euro ergeben (Tarif 2014). Der Progressionsvorteil beträgt somit 26.668 Euro.